# Guvernoratul Munții Liban

Guvernoratul Munții Liban în Liban

Munții Liban sau Muntele Liban (arabă: جبل لبنان) este unul dintre guvernoratele Libanului, iar capitala sa este orașul Baabda. 